# Jørgen Malling
Jørgen Henrik Malling  (Copenhaguen, 1836 - 1905) fou un compositor danès del Romanticisme. Era germà del també músic Otto Malling (1885-1915).
Fou un entusiasta partidari del mètode d'Émile Chevé, les publicacions del qual va traduir. Va desenvolupar el càrrec d'organista a Svendborg.
És autor de diverses composicions per a piano i cant, i d'algunes òperes,etc.